# Frank Griffin
Pour les articles homonymes, voir Griffin.
Frank Griffin est un acteur, réalisateur et scénariste du cinéma américain né en 1886 et mort en 1953.

## Biographie
Il fut un des réalisateurs de la compagnie Keystone.

## Filmographie

### En tant qu'acteur
- 1911 : Hands Across the Sea in '76 de Lawrence B. McGill (CM)
- 1914 : The Bully's Doom (CM)
- 1914 : A Brewerytown Romance (CM) : Tango Heinz (comme Frank C. Griffin)
- 1914 : The Kidnapped Bride (CM) : Tango (comme Frank C. Griffin)
- 1914 : The Green Alarm de Frank Griffin (CM) : Police Chief (comme Frank C. Griffin)
- 1914 : A Fool There Was de Frank Griffin (CM) : The Chauffeur (comme Frank C. Griffin)
- 1914 : Dobs at the Shore de Frank Griffin (CM) : Jemula Heckla (comme Frank C. Griffin)
- 1914 : The Cannibal King de Frank Griffin et Arthur Hotaling (CM) : Motion Picture Director (comme Frank C. Griffin)

### En tant que réalisateur
- 1914 : A Brewerytown Romance (CM) (comme Frank C. Griffin)
- 1914 : The Kidnapped Bride (CM) (comme Frank C. Griffin)
- 1914 : Tough Luck (CM)
- 1914 : Worms Will Turn (CM) (comme Frank C. Griffin)
- 1914 : The Green Alarm (CM) (comme Frank C. Griffin)
- 1914 : A Fool There Was (CM) (comme Frank C. Griffin)
- 1914 : Pins Are Lucky (CM) (comme Frank C. Griffin)
- 1914 : Did He Save Her (CM)
- 1914 : When the Ham Turned (CM) (comme Frank C. Griffin)
- 1914 : The Honor of the Force (CM) (comme Frank C. Griffin)
- 1914 : Dobs at the Shore (CM) (comme Frank C. Griffin)
- 1915 : They Looked Alike (CM)
- 1915 : Caught in a Park (CM)
- 1915 : Caught in the Act (CM)
- 1915 : The Rent Jumpers (CM)
- 1915 : The Cannibal King (CM) (comme Frank C. Griffin)
- 1915 : Only a Messenger Boy coréalisé avec Ford Sterling (CM)
- 1915 : The Best of Enemies (CM)
- 1916 : Fido's Fate (CM)
- 1916 : Better Late Than Never (CM)
- 1916 : Where Love Leads (comme Frank C. Griffin)
- 1916 : Maid Mad (CM)
- 1916 : Bombs! (CM)
- 1917 : Her Fame and Shame (CM)
- 1917 : The Betrayal of Maggie (CM)
- 1917 : Her Torpedoed Love (CM)
- 1918 : The King of the Kitchen (en) (CM)
- 1919 : Lions and Ladies (CM)
- 1919 : Her First Kiss (CM) (comme Frank C. Griffin)
- 1919 : Wild Waves and Women (CM) (comme Frank C. Griffin)
- 1919 : The Roaming Bathtub (CM)
- 1920 : Robert's Adventure in the Great War (CM) (comme Frank C. Griffin)
- 1920 : Her Private Husband (CM)
- 1921 : The Devilish Romeo (CM)
- 1924 : Conductor 1492 coréalisé avec Charles Hines

### En tant que scénariste
- 1914 : Getting Even de Arthur Hotaling (CM) (story)
- 1914 : That Terrible Kid de Arthur Hotaling (CM) (story)
- 1914 : The Bully's Doom de Frank Griffin (CM) (scenario)
- 1914 : The Peacemaker's Pay de Arthur Hotaling (CM) (story)
- 1914 : Outwitting Dad de Arthur Hotaling (CM)
- 1914 : A Brewerytown Romance de Frank Griffin (CM) (comme Frank C. Griffin)
- 1914 : The Kidnapped Bride de Frank Griffin (CM)
- 1914 : The Green Alarm de Frank Griffin (CM)
- 1914 : A Fool There Was de Frank Griffin (CM) (comme Frank C. Griffin)
- 1914 : Did He Save Her de Frank Griffin (CM) (scenario)
- 1914 : A Boomerang Swindle de Joseph W. Smiley (CM) (story)
- 1914 : The Honor of the Force de Frank Griffin (CM) (comme Frank C. Griffin)
- 1914 : Dobs at the Shore de Frank Griffin (CM) (comme Frank C. Griffin)
- 1916 : Where Love Leads de Frank Griffin (scenario / as Frank C. Griffin)
- 1924 : Madonna of the Streets de Edwin Carewe (adaptation)
- 1925 : Seven Keys to Baldpate de Fred C. Newmeyer
- 1926 : Si tu vois ma nièce (Ella Cinders) de Alfred E. Green (scenario / story)
- 1927 : Lost at the Front de Del Lord
- 1931 : Twisted Tales de Wallace Fox (CM)
- 1931 : The Foolish Forties de William Watson (CM)
- 1932 : The Big Flash de Arvid E. Gillstrom (CM)
- 1933 : Tired Feet de Arvid E. Gillstrom (CM) (writer)
- 1935 : Spring Tonic de Clyde Bruckman (comedy sequences)
- 1935 : Les Joies de la famille (Man on the Flying Trapeze) de Clyde Bruckman (dialogue - non crédité)